# Molinaseca
Molinaseca is een Spaanse gemeente in de comarca El Bierzo van de provincie León, deel van de autonome regio Castilië en León. Volgens de bevolkingscijfers van het INE van 2023 heeft de gemeente 872 inwoners.
Molinaseca is sinds 20 september 1975 uitgeroepen tot historisch-artistieke site en Bien de Interés Cultural. Het staat sinds 2021 ook op de lijst van Mooiste Dorpen van Spanje en behoort sindsdien tot de gelijknamige vereniging.